# Creepshow 2
Série
Creepshow
(1982) Creepshow 3
(2006)
Pour plus de détails, voir Fiche technique et Distribution.
Creepshow 2 est un film américain réalisé par Michael Gornick, sorti en 1987.

## Synopsis
Plusieurs histoires horrifiques écrites par des maîtres du genre : la statue de bois d'un vieux chef indien prend vie pour se venger des assassins de ses propriétaires ; une nappe gluante à la surface d'un lac s'attaque à de jeunes innocents venus s'y baigner ; une femme adultère est poursuivie par un auto-stoppeur qu'elle a renversé... Le tout lié par l'histoire animée d'un jeune garçon, Billy, friand d'histoires d'horreur... 

## Fiche technique
- Titre : Creepshow 2
- Réalisation : Michael Gornick
- Scénario : George A. Romero et Lucille Fletcher, d'après des nouvelles de Stephen King (dont Le Radeau)
- Musique : Les Reed
- Photographie : Richard Hart et Tom Hurwitz
- Montage : Peter Weatherley
- Décors : Bruce Alan Miller
- Costumes : Eileen Sieff Stroup
- Production : David Ball et Richard P. Rubinstein
- Budget : 3.5 millions de dollars (2,65 millions d'euros)[1]
- Pays d'origine : États-Unis
- Langue : anglais
- Format : Couleurs - 1,85:1 - Mono - 35 mm
- Genre : Comédie horrifique
- Durée : 92 minutes
- Dates de sortie : 
  -  États-Unis : 1er mai 1987
  -  France : 16 décembre 1987
- interdit aux moins de 12 ans

## Distribution

### Le prologue
- Domenick John : Billy
- Tom Savini : The Creep
- Joe Silver : la voix du Creep

### SegmentLe vieux chef tête-de-bois(Old Chief Wood'nhead)
- George Kennedy (VF : Laurent Hilling) : Ray Spruce
- Philip Dore : Curly
- Kaltey Napoleon : un indien
- Maltby Napoleon : un indien
- Tyrone Tonto : un indien
- Dorothy Lamour : Martha Spruce
- Frank Salsedo : Ben Whitemoon
- Holt McCallany : Sam Whitemoon
- David Holbrook : Fatso Gribbens
- Don Harvey : Andy Cavanaugh
- Dan Kamin : le vieux chef Wood'nhead
- Dean Smith : M. Cavanaugh
- Shirley Sonderegger : Mme Cavanaugh

### SegmentLe radeau(The Raft)
- Paul Satterfield : Deke
- Jeremy Green : Laverne
- Daniel Beer (VF : Pierre Laurent) : Randy
- Page Hannah : Rachel

### SegmentL'auto-stoppeur(The Hitchhiker)
- Lois Chiles : Annie Lansing
- David Beecroft : l'amant d'Annie
- Tom Wright (en) : l'auto-stoppeur
- Richard Parks : George Lansing
- Stephen King : le conducteur du camion
- Cheré Bryson : la femme de l'accident

## Accueil
Le film a connu un certain succès commercial, rapportant environ 14 000 000 $ au box-office en Amérique du Nord pour un budget de 3 500 000 $.
Il a reçu un accueil critique défavorable, recueillant 30 % de critiques positives, avec une note moyenne de 4,1/10 et sur la base de 20 critiques collectées, sur le site agrégateur de critiques Rotten Tomatoes.

## Autour du film
- Le tournage s'est déroulé à Humboldt, Prescott et Tescott en Arizona, Bangor, Brewer et Dexter dans le Maine, ainsi que dans l'Utah pour les segments Le Radeau et Le Vieux Chef Tête-de-bois.
- George A. Romero ne souhaitant pas réaliser cette suite, il passa la main à Michael Gornick, chef opérateur avec lequel il avait déjà travaillé sur le premier Creepshow, ainsi que Martin (1977), Zombie (1978), Knightriders (1981) ou Le Jour des morts-vivants (1985)[4].
- Tandis qu'on peut voir l'acteur David Holbrook dans le segment Le Vieux Chef Tête-de-bois, son père, Hal Holbrook, jouait dans le segment La Caisse du premier Creepshow.
- Creepshow 2 fut le premier film de l'acteur Holt McCallany et le dernier de l'actrice Dorothy Lamour.
- Pour le segment L'Auto-stoppeur, le rôle d'Annie Lansing (le chauffard en délit de fuite) fut initialement confié à l'actrice Barbara Eden, mais celle-ci dut quitter la production durant les premiers jours de tournage, et fut donc remplacée par Lois Chiles.
- L'auteur Stephen King fait une apparition dans le dernier segment L'Auto-stoppeur.
- Quatre segments étaient prévus au départ, mais dans le but de réduire la durée du métrage, seulement trois furent tournés[4].
- Dans l'Auto-Stoppeur, on peut remarquer un livre de Stephen King sur la tête du lit dans la scène de la chambre à coucher.
- On peut lire à la fin du générique une citation du Collier's Magazine de 1949 (selon le générique) qui met en garde contre les amalgames faciles entre délinquance juvénile et comics :

Juvenile delinquency is the product of pent-up frustrations, stored-up resentments and bottled-up fears. It is not the product of cartoons and captions. But the comics are a handly, obvious, uncomplicated scapegoat. If the adults who crusade against them would only get as steamed up over such basic causes of delinquency as parental ignorance, indifference and cruelty, they might discover that comic books are no more a menace than Treasure Island or Jack the Giant Killer."

## Distinctions
- Nomination au prix du meilleur second rôle féminin pour Dorothy Lamour lors des Saturn Awards 1988.